# Éva Risztov
Éva Risztov (Hódmezővásárhely, 30 augustus 1985) is een Hongaarse zwemster. Ze vertegenwoordigde haar vaderland op de Olympische Zomerspelen 2000 in Sydney, op de Olympische Zomerspelen 2004 in Athene en op de Olympische Zomerspelen 2012 in Londen.

## Carrière
Bij haar internationale debuut, op de Olympische Zomerspelen van 2000 in Sydney, werd Risztov uitgeschakeld in de halve finales van de 200 meter vlinderslag en in de series van zowel de 400 als de 800 meter vrije slag.
In Fukuoka nam de Hongaarse deel aan de wereldkampioenschappen zwemmen 2001. Op dit toernooi eindigde ze als zesde op de 200 meter vlinderslag, daarnaast strandde ze in de series van zowel de 400 meter vrije slag als de 200 meter wisselslag.
Op de Europese kampioenschappen zwemmen 2002 in Berlijn veroverde Risztov vier zilveren medailles, op de 400 en 800 meter, de 200 meter vlinderslag en de 400 meter wisselslag. Tijdens de Europese kampioenschappen kortebaanzwemmen 2002 in Riesa werd de Hongaarse Europees kampioene op de 400 meter vrije slag, de 800 meter vrije slag en de 200 meter vlinderslag. Op de 400 meter wisselslag behaalde ze de zilveren medaille.
In Barcelona nam Risztov deel aan de wereldkampioenschappen zwemmen 2003. Op dit toernooi sleepte ze de zilveren medaille in de wacht op de 400 meter vrije slag, de 200 meter vlinderslag en de 400 meter wisselslag. Daarnaast eindigde ze als zesde op de 800 meter vrije slag. Op de Europese kampioenschappen kortebaanzwemmen 2003 in Dublin legde de Hongaarse beslag op de Europese titels op zowel de 200 meter vlinderslag als de 400 meter wisselslag, daarnaast behaalde ze de bronzen medaille op de 800 meter vrije slag en eindigde ze als vijfde op de 400 meter vrije slag.
Tijdens de Europese kampioenschappen zwemmen 2004 in Madrid veroverde Risztov de zilveren medaille op de 400 meter wisselslag, daarnaast eindigde ze als vierde op de 200 meter vlinderslag en werd ze uitgeschakeld in de series van de 100 meter vlinderslag. Samen met Nikolett Szepesi, Ágnes Kovács en Beatrix Boulsevicz eindigde ze als achtste op de 4x100 meter wisselslag. In Athene nam de Hongaarse deel aan de Olympische Zomerspelen van 2004. Op dit toernooi eindigde ze als vierde op de 400 meter wisselslag en als achtste op de 200 meter vlinderslag, op de 400 meter vrije slag strandde ze in de series. Op de Europese kampioenschappen kortebaanzwemmen 2004 in Wenen prolongeerde Risztov haar Europese titel op de 400 meter wisselslag, daarnaast eindigde ze als vierde op de 200 meter vlinderslag.
Tijdens de wereldkampioenschappen zwemmen 2005 in Montreal eindigde de Hongaarse als zevende op de 400 meter wisselslag, op zowel de 400, de 800 als de 1500 meter vrije slag werd ze uitgeschakeld in de series.

### Pensioen en comeback
Na de wereldkampioenschappen in Montreal stopte Risztov enkele jaren met zwemmen, in 2010 keerde ze terug op internationaal niveau. Tijdens de Europese kampioenschappen openwaterzwemmen 2010 in Boedapest eindigde ze als zevende op de 10 kilometer open water.
In Shanghai nam de Hongaarse deel aan de wereldkampioenschappen zwemmen 2011. Op dit toernooi strandde ze in de series van zowel de 800 als de 1500 meter vrije slag, op de 10 kilometer in het open water wist ze niet te finishen.
Op de Europese kampioenschappen zwemmen 2012 in Debrecen sleepte Risztov de zilveren medaille op de 1500 meter vrije slag en de bronzen medaille op de 800 meter vrije slag in de wacht, daarnaast eindigde ze als vierde op de 400 meter vrije slag. Tijdens de Olympische Zomerspelen van 2012 in Londen veroverde de Hongaarse de gouden medaille op de 10 kilometer open water, eerder in het toernooi werd ze uitgeschakeld in de series van zowel de 400 als de 800 meter vrije slag. Op de 4x100 meter vrije slag strandde ze samen met Ágnes Mutina, Evelyn Verrasztó en Eszter Dara in de series.

## Internationale toernooien
| Jaar                                                     | Olympische Spelen                                                                | WK langebaan                                                                    | WK kortebaan   | EK langebaan                                                                        | EK kortebaan                                                              |
| -------------------------------------------------------- | -------------------------------------------------------------------------------- | ------------------------------------------------------------------------------- | -------------- | ----------------------------------------------------------------------------------- | ------------------------------------------------------------------------- |
| 2000                                                     | 29e 400m vrije slag 14e 800m vrije slag 16e 200m vlinderslag                     |                                                                                 | geen deelname  | geen deelname                                                                       | geen deelname                                                             |
| 2001                                                     |                                                                                  | 16e 400m vrije slag 6e 200m vlinderslag 20e 200m wisselslag                     |                |                                                                                     | geen deelname                                                             |
| 2002                                                     |                                                                                  |                                                                                 | geen deelname  | 400m vrije slag · 800m vrije slag · 200m vlinderslag · 400m wisselslag              | 400m vrije slag · 800m vrije slag · 200m vlinderslag · 400m wisselslag    |
| 2003                                                     |                                                                                  | 400m vrije slag · 6e 800m vrije slag · 200m vlinderslag · 400m wisselslag       |                |                                                                                     | 5e 400m vrije slag · 800m vrije slag · 200m vlinderslag · 400m wisselslag |
| 2004                                                     | 15e 400m vrije slag 8e 200m vlinderslag 4e 400m wisselslag                       |                                                                                 | geen deelname  | 23e 100m vlinderslag · 4e 200m vlinderslag · 400m wisselslag · 8e 4x100m wisselslag | 4e 200m vlinderslag · 400m wisselslag                                     |
| 2005                                                     |                                                                                  | 13e 400m vrije slag 13e 800m vrije slag 13e 1500m vrije slag 7e 400m wisselslag |                |                                                                                     | geen deelname                                                             |
|                                                          |                                                                                  |                                                                                 |                |                                                                                     |                                                                           |
| Van 2006 tot en met 2009 was Risztov gestopt met zwemmen |                                                                                  |                                                                                 |                |                                                                                     |                                                                           |
|                                                          |                                                                                  |                                                                                 |                |                                                                                     |                                                                           |
| 2010                                                     |                                                                                  |                                                                                 | geen deelname  | 7e 10 kilometer                                                                     | geen deelname                                                             |
| 2011                                                     |                                                                                  | 12e 800m vrije slag 11e 1500m vrije slag DNF 10 kilometer                       |                |                                                                                     | geen deelname                                                             |
| 2012                                                     | 16e 400m vrije slag · 13e 800m vrije slag · 15e 4x100m vrije slag · 10 kilometer |                                                                                 | 12-16 december | 4e 400m vrije slag · 800m vrije slag · 1500m vrije slag                             | 22-25 november                                                            |

## Persoonlijke records
Bijgewerkt tot en met 26 mei 2012

### Kortebaan
| Afstand          | Tijd    | Datum            | Plaats |
| ---------------- | ------- | ---------------- | ------ |
| 400m vrije slag  | 4.01,95 | 14 december 2002 | Riesa  |
| 800m vrije slag  | 8.14,72 | 13 december 2002 | Riesa  |
| 200m vlinderslag | 2.06,72 | 11 december 2003 | Dublin |
| 400m wisselslag  | 4.32,26 | 12 december 2004 | Wenen  |

### Langebaan
| Afstand          | Tijd     | Datum           | Plaats    |
| ---------------- | -------- | --------------- | --------- |
| 400m vrije slag  | 04.07,24 | 4 augustus 2002 | Berlijn   |
| 800m vrije slag  | 08.27,87 | 24 mei 2012     | Debrecen  |
| 1500m vrije slag | 16.10,04 | 26 mei 2012     | Debrecen  |
| 200m vlinderslag | 02.07,68 | 24 juli 2003    | Barcelona |
| 400m wisselslag  | 04.36,17 | 29 juli 2002    | Berlijn   |